# Grans Magatzems La Reconquesta
Els Grans Magatzems La Reconquesta és un dels millors exponents del modernisme a Melilla, està situat en la plaça Menéndez Pelayo, dins de l'Eixample Modernista i forma part del Conjunt Històric Artístic de la Ciutat de Melilla, un Bé d'Interès Cultural.

## Història

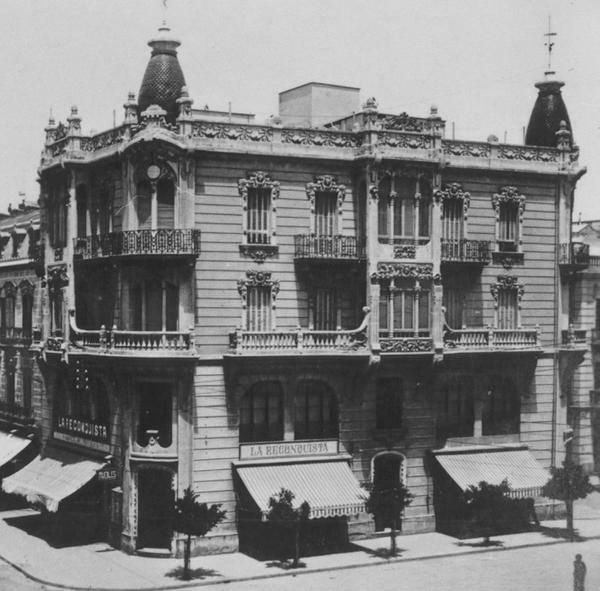
1917

El 12 de juliol de 1907 se li va concedir permís per a edificar en el solar 160 del Barri Reina Victòria a Isaac Benarroch Benchimol, però per no començar les obres en el termini establert, se li va desposseir del mateix el 19 de novembre de 1907. Aquest mateix dia, se li  va concedir un nou permís a l'advocat Luis Irisarri Pastor, qui l'11 de març de 1910 va obtenir l'autorització pertinent per a construir una casa segons projecte del 22 de febrer de 1910 de l'enginyer militar Eusebio Redondo Ballester, amb planta baixa, magatzems i principals  habitatges, de la mena d'edifici de la zona, amb les seves cantonades amb cúpula prismàtica.
Entre 1912 i 1913 l'edifici va ser comprat per Elisa Cuchí de Pí, la qual va reformar el seu interior a la fi de 1913, decidint també la seva ampliació, moment en què es van iniciar les gestions amb l'arquitecte Enrique Nieto, el qual el 10 de gener de 1914 va informar que havia d'obrir rases adossades als fonaments per a comprovar la seva resistència. L'autorització per a aquesta operació va ser aprovada el 23 de març de 1915 per Tomás Moreno Lázaro, enginyer de la junta d'Arbitraris. Entre 1915 i 1917 es va ampliar, arribant fins i tot gairebé a reconstruir-se, amb el contractista José Bonet Amat, liquidant-se les obres el 15 d'agost amb un cost de 90 000 pessetes.
En la planta baixa i entreplanta se situaven pròpiament els Grans Magatzems La Reconquesta, destinant-se les plantes superiors a habitatges de lloguer. El que era el major magatzem de Melilla va ser reinaugurat el 24 de juny de 1917, amb l'exposició “Gent coneguda“, del dibuixant Diego Mullor Heredia. A la fi d'aquest mateix any, en el saló principal, el tenor català Palet va cantar àries del repertori wagnerià, proclamant el triumvirat –música, classe social i llenguatge estilístic. Va tancar pels anys 70 i es van compartimentar la planta baixa per a locals i la entreplanta per a oficines. Després de la restauració de la façana en el 2010, entre 2017 i 2018 es va remodelar.

## Descripció

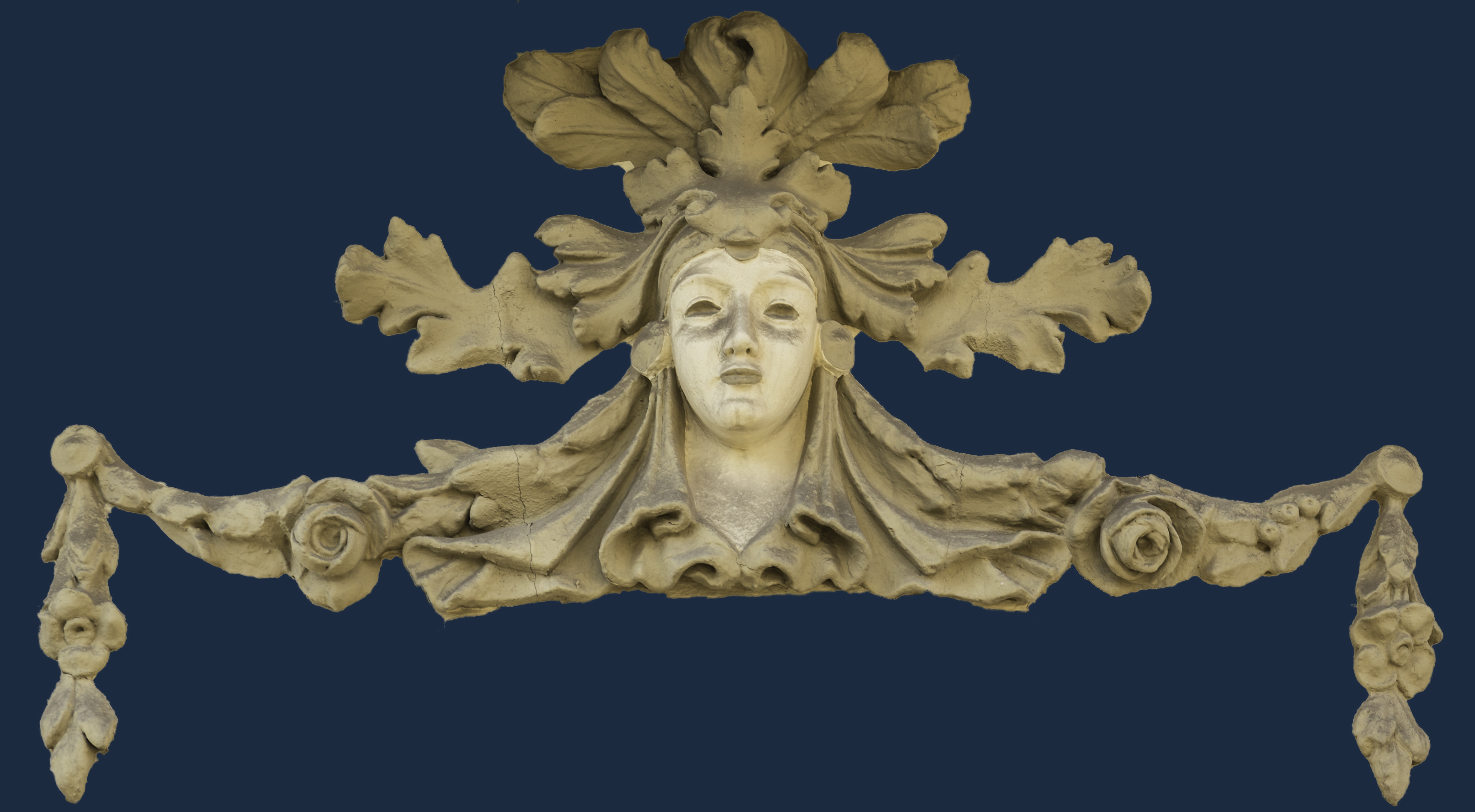
Detall modernista figuratiu en el xamfrà de la façana.

És una de les millors obres del modernisme floral de Melilla, i ha servit com a portada de la Fira. Està construït amb pedra local i maó massís per als murs de càrrega, amb sostres de revoltó en el mateix maó.

### Exterior
Compta amb uns baixos amb pilars que separen els grans aparadors, i que es continuen amb els també grans finestrals de la entreplanta. Aquests mateixos pilars donen pas per mitjà de mènsules als miradors amb un parell de columnetes de les dues últimes plantes, i els xamfrans de les seves cantonades, cap a l'Avinguda i el carrer López Moreno, amb finestres tríforas en la primera planta, i bíforas, amb detalls circulars sobre la seva llinda, i amb pinyes escatades coronant-los. Entre aquests existeixen balconades en la primera planta, amb balustrades, i en la segona planta conté reixeries, amb finestres amb motllures sobre les llindes de rostres femenins, tot sobre línies verticals en els draps. Encara que és impossible de contemplar a causa de les pèrgoles de la plaça Menéndez Pelayo.

### Interior
El magatzem comptava amb una escala imperial.

## Plaza Menéndez Pelayo

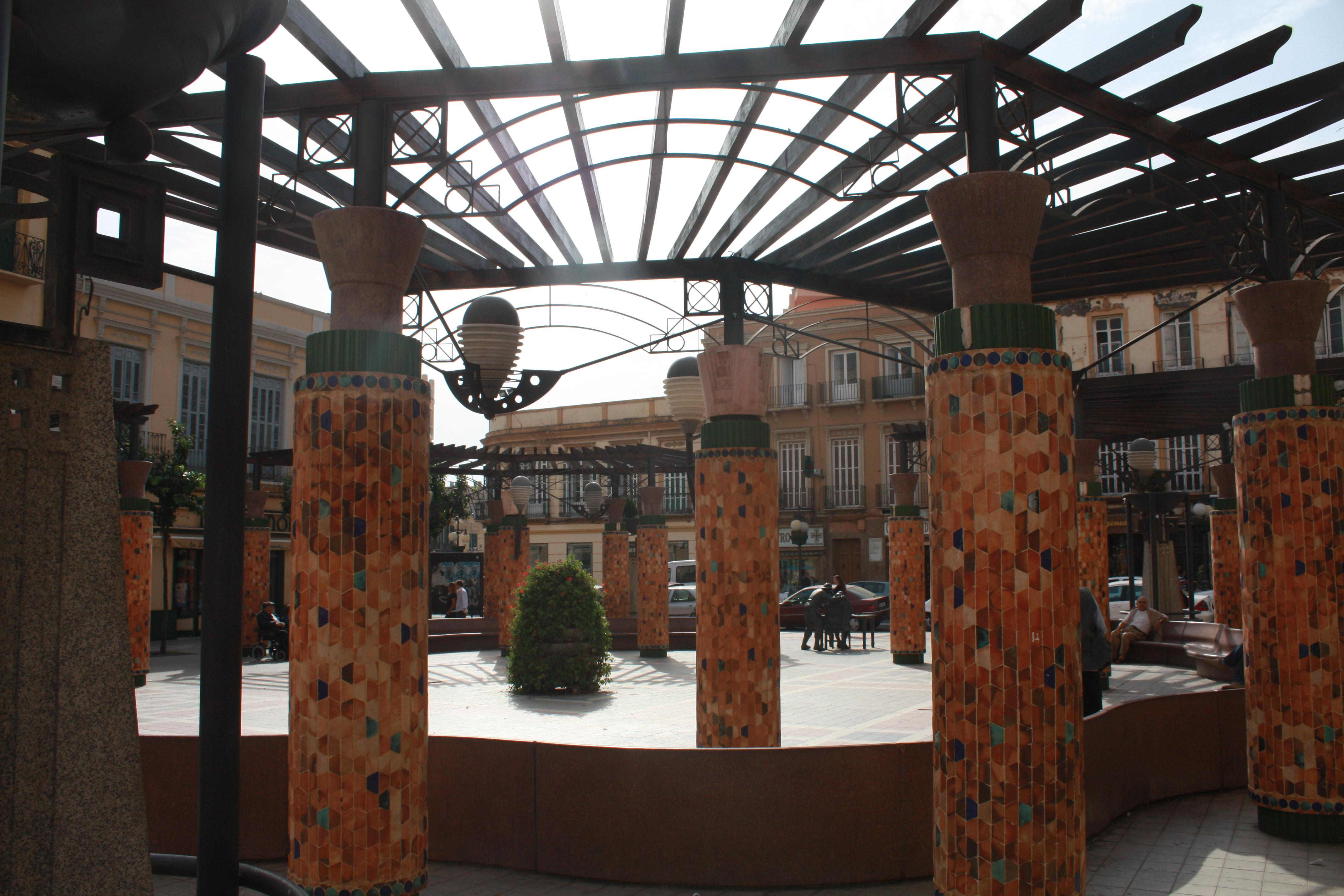

Al principi denominada plaça de l'Església en construcció i de l'Església, va ser denominat com l'escriptor Marcelino Menéndez Pelayo després de la seva mort en 1912. En 1918 es planten uns ficus, podats al març de 1958, en 1971 s'instal·la una font lluminosa, amb forma de "rentamans" i a principis de juny de 1994 es va reformar segons projecte de l'enginyer municipal Ramón Gavilán i disseny del dibuixant Carlos Baeza, amb la construcció de quatre pèrgoles i bancs, pretenent emular des del punt de vista contemporani un modernisme gaudiano i català que mai va existir a Melilla, convertint l'antic aparcament amb ficus, talats, en un espai antiquat i caòtic, gairebé laberíntic, especialment per als invidents, per al que s'ha instal·lat un pla háptico i un panell amb informació de la plaça, encara que sempre la hi continuarà denominant la Plaça Mataciegos.